# Dimension Films

Logo Dimension Films.

Dimension Films is een Amerikaans filmlabel van The Weinstein Company. Voorheen was het onderdeel van Miramax Films (onderdeel van The Walt Disney Company). Het onderdeel, dat voornamelijk wordt gebruikt om genrefilms voor een kleinere doelgroep te produceren, heeft films als Spy Kids, de Scream-serie, Jay and Silent Bob Strike Back, de Scary Movie-serie en Sin City geproduceerd.

## Films geproduceerd en gedistribueerd
- Hellraiser: Judgment (2018)
- Scary Movie 5 (2013)
- Piranha 3DD (2012)
- Scream 4 (2011)
- Piranha 3-D (2010)
- Halloween II (2009)
- Superhero Movie (2008)
- Grindhouse (2007)
- Halloween (2007)
- Storm Warning (2007)
- Ghost Rider (2006)
- Scary Movie 4 (2006)
- 1408 (2006)
- Pulse (2006)
- Superhero! (2006)
- Untitled Sylvain Chomet 3-D Project (2006)
- Venom (2005)
- The Prophecy: Forsaken (2005)
- The Brothers Grimm (2005)
- Dracula III: Legacy (2005)
- The Adventures of Sharkboy and Lavagirl (2005)
- Hellraiser: Deader (2005)
- The Prophecy: Uprising (2005)
- The Crow: Wicked Prayer (2005)
- Sin City (2005)
- Cursed (2005)
- Necropolis (2005)
- Retribution (2005/II)
- Wolf Creek (2005)
- Mindhunters (2004)
- Ten Minute Film School: Big Movies Made Cheap (2004)
- Bad Santa (2003)
- Scary Movie 3 (2003)
- Once Upon a Time in Mexico (2003)
- My Boss's Daughter (2003)
- Spy Kids 3-D: Game Over (2003)
- Shade (2003)
- Mimic: Sentinel (2003) (V)
- The I Inside (2003)
- Equilibrium (2002)
- They (2002)
- Below (2002)
- Darkness (2002/I)
- Paid in Full (2002)
- Spy Kids 2: The Island of Lost Dreams (2002)
- Halloween: Resurrection (2002)
- Alien Love Triangle (2002)
- The Gathering (2002)
- Tangled (2001)
- Impostor (2001)
- Children of the Corn: Revelation (2001)
- Jay and Silent Bob Strike Back (2001)
- The Others (2001)
- Scary Movie 2 (2001)
- The Hole (2001)
- Spy Kids (2001)
- Get Over It (2001)
- Dak miu mai shing (2001)
- Beneath Loch Ness (2001)
- Ritual (2001/I)
- Dracula 2000 (2000)
- For the Cause (2000)
- Hellraiser: Inferno (2000)
- Backstage (2000)
- Highlander: Endgame (2000)
- Scary Movie (2000)
- Boys and Girls (2000)
- Takedown (2000)
- The Prophecy 3: The Ascent (2000) (V)
- Reindeer Games (2000)
- Scream 3 (2000)
- The Crow: Salvation (2000)
- Mexico City (2000/I)
- Los Sin nombre (1999)
- In Too Deep (1999)
- Teaching Mrs. Tingle (1999)
- Beowulf (1999)
- Total Recall 2070 (1999)
- eXistenZ (1999)
- No Code of Conduct (1998)
- The Faculty (1998)
- Best of the Best: Without Warning (1998)
- Air Bud: Golden Receiver (1998)
- Halloween H20: 20 Years Later (1998)
- Tale of the Mummy (1998)
- Children of the Corn V: Fields of Terror (1998)
- I Got the Hook Up (1998)
- Ride (1998)
- Senseless (1998)
- Phantoms (1998)
- The Prophecy II (1998)
- Scream 2 (1997)
- Mimic (1997)
- Mononoke-hime (1997)
- Nightwatch (1997)
- Bounty Hunters 2: Hardball (1997)
- Bounty Hunters (1996)
- Scream (1996)
- Hellraiser: Bloodline (1996)
- From Dusk Till Dawn (1996)
- Halloween: The Curse of Michael Myers (1995)
- The Crow (1994)
- Men of War (1994)
- Children of the Corn II: The Final Sacrifice (1993)